# Matthias Rainer
Matthias Rainer (* 18. Februar 1983 in Sterzing) ist ein ehemaliger italienischer Naturbahnrodler. Er gehörte von 2003 bis 2009 der italienischen Nationalmannschaft an, gewann ein Weltcuprennen und einmal die Gesamtwertung im Interkontinentalcup.

## Karriere
Rainer nahm 2001 und 2003 an den Junioreneuropameisterschaften teil. 2001 wurde er in Tiers Siebenter und 2003 in Kreuth, zeitgleich mit seinem Landsmann Michael Folie, Sechster. In der Allgemeinen Klasse nahm er allerdings nie an internationalen Titelkämpfen teil.
Ab der Saison 2004/2005 startete Rainer im Weltcup. In seinem ersten Rennen am 9. Januar 2005 in Unterammergau erreichte er den fünften Platz. Nach einem siebten und elften Rang feierte er in seinem vierten Weltcuprennen am 23. Januar 2005 in Latzfons überraschend seinen ersten und einzigen Weltcupsieg. Mit einem neunten Platz beim Finale in Olang erzielte er im Gesamtweltcup den fünften Platz und damit gleich in seiner ersten Saison sein bestes Gesamtergebnis. In der Saison 2005/2006 kam Rainer jedoch wieder hauptsächlich im Interkontinentalcup zum Einsatz, den er mit zwei Siegen in Jesenice und St. Sebastian und weiteren zwei Podestplätzen überlegen vor seinem Landsmann Leo Breitenberger gewann. Im Weltcup bestritt er in diesem Winter nur zwei Rennen und sein bestes Ergebnis war ein siebenter Rang beim Finale in Oberperfuss.
Nach seinem Erfolg im Interkontinentalcup war Rainer in der Saison 2006/2007 wieder fixer Bestandteil der italienischen Weltcupmannschaft. An die Ergebnisse von vor zwei Jahren kam er allerdings nicht heran. Mit insgesamt vier Top-10-Ergebnissen und einem sechsten Rang in Longiarü als bestes Ergebnis belegte er im Gesamtweltcup den zehnten Platz. Etwas verbessern konnte er sich in der Saison 2007/2008, in der er mit einem fünften Platz in Latsch, drei siebenten und einem achten Platz den achten Rang im Gesamtweltcup erzielte.
Zu Beginn der Weltcupsaison 2008/2009 verletzte sich Rainer in St. Sebastian schwer, weshalb er die gesamte Saison pausieren musste. Auch danach nahm Rainer an keinen Wettkämpfen mehr teil. In der Saison 2010/2011 erklärte er offiziell seinen Rücktritt vom Naturbahnrodelsport wegen anhaltender gesundheitlicher Probleme mit dem verletzten Knie.

## Sportliche Erfolge

### Junioreneuropameisterschaften
- Tiers 2001: 7. Einsitzer
- Kreuth 2003: 6. Einsitzer

### Weltcup
- Saison 2004/2005: 5. Gesamtrang im Einsitzer
- Saison 2006/2007: 10. Gesamtrang im Einsitzer
- Saison 2007/2008: 8. Gesamtrang im Einsitzer
- Ein Sieg und weitere zwei Platzierungen unter den besten fünf